# 沖原里紗
沖原 里紗（おきはら りさ、1995年2月10日 - ）は、日本の歌手・モデル・ダンサー 。元SO.ON projectメンバー。元Caratメンバー。兵庫県出身。ユニオンエンタテインメント所属。

## 略歴
2012年11月9日 より、デビュー・シングル『恋Indirect』でCaratとしてCDデビュー。
2014年4月1日には池田彩ともにFM OSAKAにて『Branding Hit OSAKA』、2015年4月7日より『Carat Night』のラジオパーソナリティを担当。
2015年4月1日にはフォーライフミュージックエンタテイメントよりメジャー・デビューした。
2019年3月30日渋谷VUENOSで「Carat oneman tour 2019 ～in bloom～」が開催。同公演を以て同学年のRinaと共にCaratを脱退。Caratは休止と共に同年12月31日に解散。2020年10月30日、同年10月1日に結婚したことをTwitterで報告。2021年8月17日には妊娠していることを報告。2022年1月26日に出産。

## 出演
- 2011年11月、@JAM2011 オープニングゲストライブ出演
- 2012年
  - 4月、心斎橋DROP「夜☆スタ」ライブ出演
  - 5月、関西アーバン銀行心斎橋店 ライブ出演
  - 6月、「オリックス・バファローズvs千葉ロッテマリーンズ戦」オープニングライブ出演
- 2013年
  - 4月、週刊プレイボーイレポーター掲載
  - 11月、R Lounge「upcosme night」モデル出演2013.6「SPC STYLING COLLECTION」モデル出演
- 2014年
  - 4月、FM OSAKA「Branding Hit OSAKA」ラジオパーソナリティ
  - 5月、フリュー「GYZA」Webイメージモデル出演
  - 7月、ViVi読者モデル出演
  - 12月～2015年5月、ニコニコ生放送「UNION TIMES」レギュラー出演
- 2015年4月　ZIP-FM「Carat Night」ラジオパーソナリティ